# 一氟化氮
一氟化氮是一种在激光里发现的亚稳定分子。它和 O2 是等电子体。与一氟化硼一样，一氟化氮里的氮-氟键的键级不寻常的比1大。 就其形式二聚体二氟化二氮及其元素氮和氟而言，它是不稳定的。一氟化氮可以通过将叠氮化氟分解为N2F2和N2时短暂形成。它也可以由各种自由基如：H, O, N, CH3夺走二氟化氮 (NF2) 的一个氟原子而成。 许多一氟化氮的反应使产物以激发态产生，具有特征的化学发光，因此已被研究开发为化学激光。 一氟化氮的反应效率高，产品寿命也长。它分子氢（H2）的反应涉及通过原子氢自由基的再生产生的链增长，该氢原子自由基可以持续许多周期。另一种方法涉及原子氟与叠氮酸反应，生成叠氮自由基，然后该叠氮自由基与另一原子氟反应生成产物N2和NF。这种方法避免了使用原子氢的必要，因为它会会导致NF分解。